# Parapelophryne scalpta
A Parapelophryne scalpta a kétéltűek (Amphibia) osztályába, a békák (Anura) rendjébe és a varangyfélék (Bufonidae) családba tartozó Parapelophryne nem monotipikus faja.

## Elterjedése
A faj Kína Hajnan tartományának endemikus faja,  a tartomány déli részén 350–1400 méteres tengerszint feletti magasságban honos. Természetes élőhelye örökzöld széles levelű erdők.

## Természetvédelmi helyzete
A faj különösen érzékeny élőhelyének pusztulására, mely elsősorban a kisgazdálkodásra és fakitermelésre vezethető vissza.